# Linia kolejowa 124 Trenčianska Teplá – Lednické Rovne
Linia kolejowa nr 124 Trenčianska Teplá – Lednické Rovne – linia kolejowa na Słowacji o długości 21 km, łącząca miejscowości Trenčianska Teplá i Lednické Rovne. Jest to linia jednotorowa i niezelektryfikowana.